# إم (جيمس بوند)
إم (بالإنجليزية: M)‏ من المملكة المتحدة. شخصية خيالية في سلسلة روايات جيمس بوند للكاتب وإيان فليمنج. هو رئيس جيمس بوند عميل جهاز الخدمة السرية البريطانية المعروف باسم MI6.